# Hubrechtia desiderata
Hubrechtia desiderata är en djurart som tillhör fylumet slemmaskar, och som först beskrevs av Julius Thomas von Kennel 1891.  Hubrechtia desiderata ingår i släktet Hubrechtia och familjen Hubrechtidae. Inga underarter finns listade i Catalogue of Life.